# Kim Hyun-soo (baseball)
Dans ce nom coréen, le nom de famille, Kim, précède le nom personnel.
Kim Hyun-soo (né le 12 janvier 1988 à Séoul, Corée du Sud) est un voltigeur des Phillies de Philadelphie de la Ligue majeure de baseball. De 2006 à 2015, il joue avec les Doosan Bears de Séoul dans la ligue sud-coréenne de baseball.
Il a obtenu la médaille d'or de baseball lors des Jeux olympiques 2008 à Pékin, la médaille d'argent au Classique mondiale de baseball 2009 et la médaille d'or aux Jeux asiatiques de 2010

## Biographie

### Corée du Sud

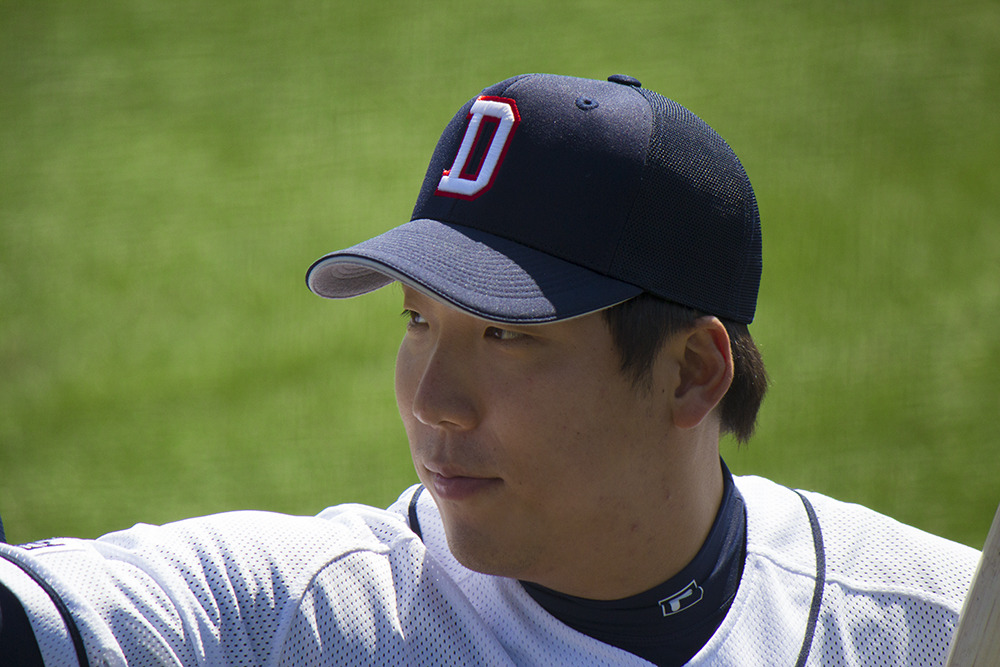
Kim avec les Doosan Bears en 2013.

En 9 saisons avec les Doosan Bears de Séoul de l'Organisation coreenne de baseball, de 2006 à 2015, Kim Hyun-soo maintient une moyenne au bâton e ,318 et une moyenne de présence sur les buts de ,406. Il se classe cinq fois dans le top 5 de la ligue pour les points produits et les buts-sur-balles. 
En 2015, il frappe 28 circuits, produit 121 points en 141 matchs des Bears, et maintient une moyenne au bâton de ,326 et une moyenne de présence sur les buts de ,438.

### Ligue majeure de baseball
Le 23 décembre 2015, Kim signe un contrat de 7 millions de dollars US pour deux saisons chez les Orioles de Baltimore de la Ligue majeure de baseball.
Il fait ses débuts le 10 avril 2016 avec Baltimore. En 151 matchs joués pour Baltimore au cours des saisons 2016 et 2017, Kim frappe pour ,281 de moyenne au bâton avec 7 circuits et 32 points produits.
Le 29 juillet 2017, Baltimore échange Kim et le lanceur gaucher des ligues mineures Garrett Cleavinger aux Phillies de Philadelphie contre le lanceur droitier Jeremy Hellickson.